# علی‌اصغر عسگریان
علی‌اصغر عسگریان (۱۳۲۸ – ۱۹ مرداد ۱۳۸۰) فارغ‌التّحصیل کارگردانی از دانشکده هنرهای زیبای دانشگاه تهران است. وی فعالیت سینمایی را سال ۱۳۶۰ با کارگردانی فیلم‌های کوتاه آغاز کرد. بازی در فیلم کوتاه کبوتر از اولین کارهای کوتاه اوست. وی مقیم آلمان بود. او در ۱۹ مرداد ۱۳۸۰ به علت سکته مغزی درگذشت.

## آثار

### کتاب
- در سرزمین خوشبختی (فیلمنامه)

### فیلم

#### کارگردان
- صف (نمایش داده نشد)

#### نویسنده
- یک روز گرم
- صف

#### تلویزیونی
- شبیه شهادت (کارگردان)

#### فیلم‌های کوتاه
- آن شب‌های حکومت نظامی
- کبوتر
- قرمز و سفید
- عروسک کوکی
- اسیر (بازیگر)